# Augustiniánský kostel (Vídeň)
Augustiniánský kostel (německy Augustinerkirche) je gotický římskokatolický farní kostel na Augustiniánské ulici (Augustinerstraße) 3 v 1. vídeňské čtvrti Vnitřní Město (Innere Stadt). Vchod je z Josefského náměstí (Josephsplatz). Bývalý císařský dvorní farní kostel je nyní součástí traktu Albertiny vídeňského Hofburgu.

## Historie

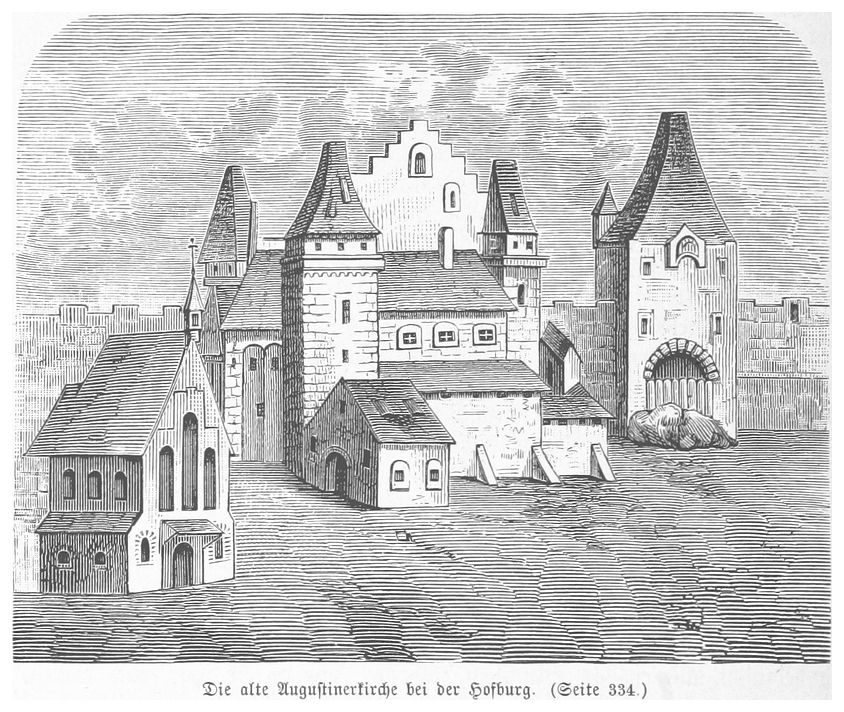
Rytina podoby starého augustiniánského kostela a Hofburgu

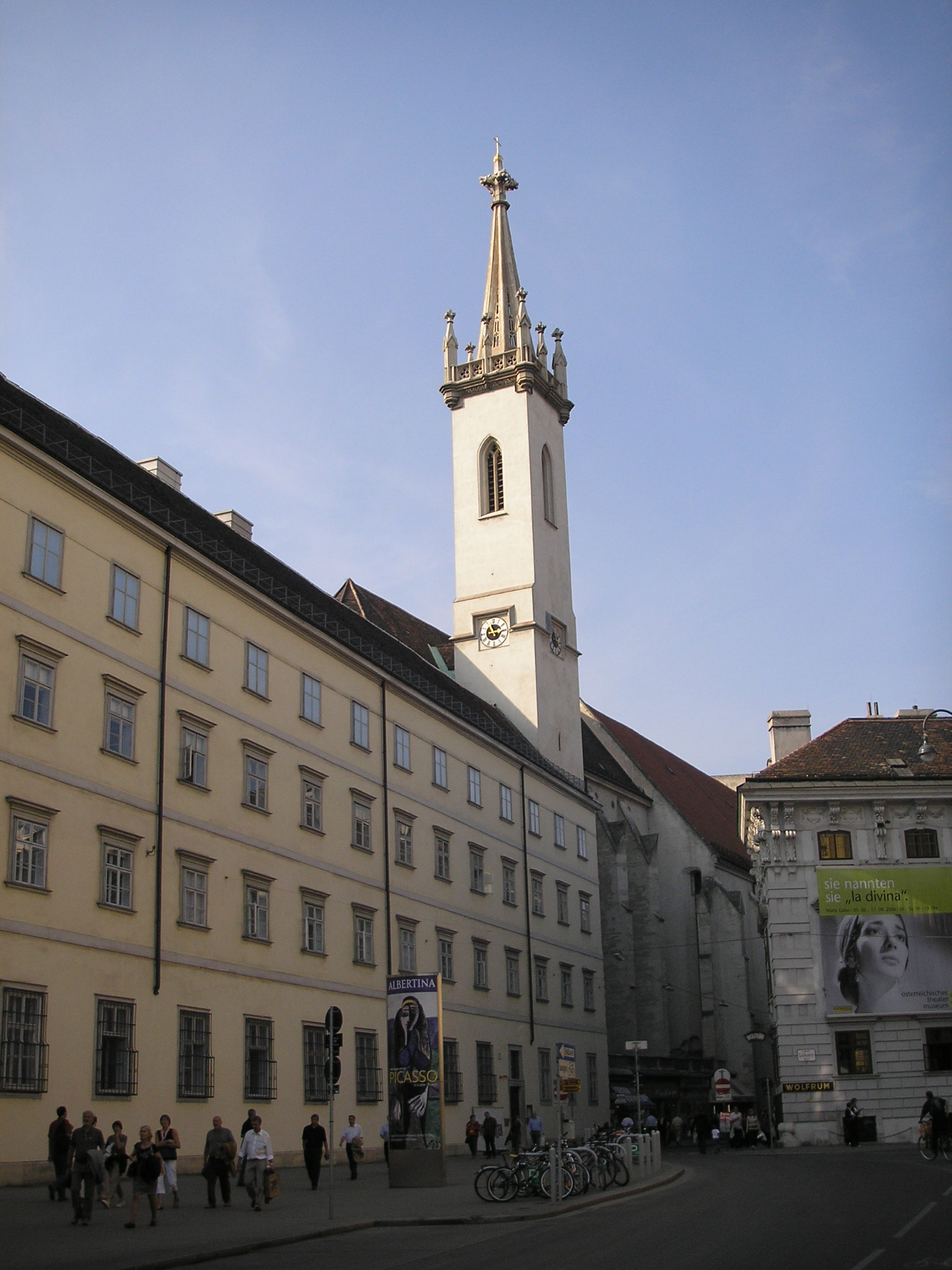
Augustiniánský kostel

V roce 1327 habsburský vévoda Fridrich I. Sličný daroval augustiniánům poustevníkům (obutým augustiniánům) klášter s kostelem. Kostel byl jako trojlodní halový postaven bavorským stavitelem Dietrichem Ladtnerem z Pirny v letech 1330–1339, ale vysvěcen byl teprve 1. listopadu 1349. Chór byl připojen kolem roku 1400, věž až v roce 1652. Zatímco kaple sv. Jiří byla vysvěcena už v roce 1351, malá Loretánská kaple teprve roku 1724.
Nejdříve stála tato impozantní gotická stavba samostatně, ale když byl rozšířen Hofburg a postaven trakt Albertina (Albertinatrakt, případně Augustinertrakt), kostel byl začleněn do komplexu budov. V roce 1634 byl augustiniánský kostel povýšen na císařský dvorský farní kostel (až do roku 1918), ve kterém se konaly svatební obřady členů habsburské a habsbursko-lotrinské dynastie. V roce 1683 se zde polský král Jan III. Sobieski zúčastnil děkovné mše Te Deum po vítězství nad Turky, událost připomíná pamětní deska. Od vzniku vídeňské arcidiecéze v roce 1722 bylo zvykem, že každý nový arcibiskup procházel v procesí z augustiniánského kostela do katedrály sv. Štěpána.
V letech 1784–1785 byl kostel za Josefa II. vrchním dvorním architektem Johannem Ferdinandem Hetzendorfem z Hohenbergu (1733–1816) regotizován. Odstraněno bylo také 18 barokních bočních oltářů, které byly postaveny v letech 1630–1780.

### Slavné svatby
Mezi nejslavnější patřily svatby:
- 12. února 1736 arcivévodkyně Marie Terezie a František I. Štěpán Lotrinský.
- 19. dubna 1770 svatba v zastoupení (per procurationem) jejich dcery arcivévodkyně Marie Antoinetty a budoucího francouzského krále Ludvíka XVI.
- 11. března 1810 svatba v zastoupení (per procurationem) Marie Luisy a císaře Francouzů Napoleona I. Napoleona zastupoval arcivévoda Karel, který císaře Francouzů porazil v bitvě u Aspern (1809).
- 24. dubna 1854 císař František Josef I. a bavorská princezna Alžběta Bavorská, zvaná Sissi.
- 10. května 1881 korunní princ Rudolf a Štěpánka Belgická.

### Důležitá data
- 1327 založení kláštera
- 1634 kostel se stal císařským dvorním farním (až do 1918)
- 1783 kostel se stal farním
- 1836 zrušení kláštera
- 1951 opět ve správě augustiniánů (odsunutých ze Sudet)

## Kostel

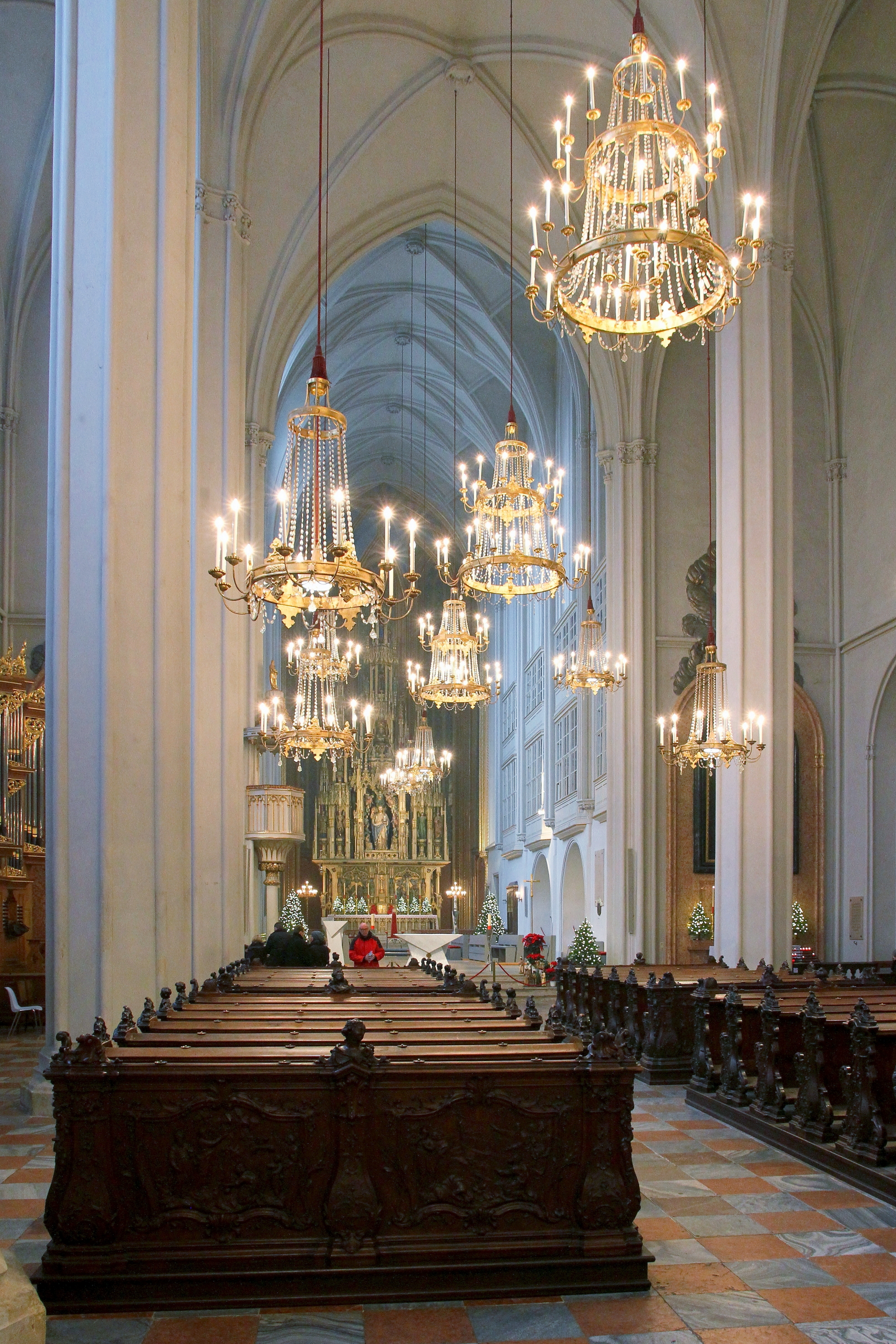
Vnitřek kostela

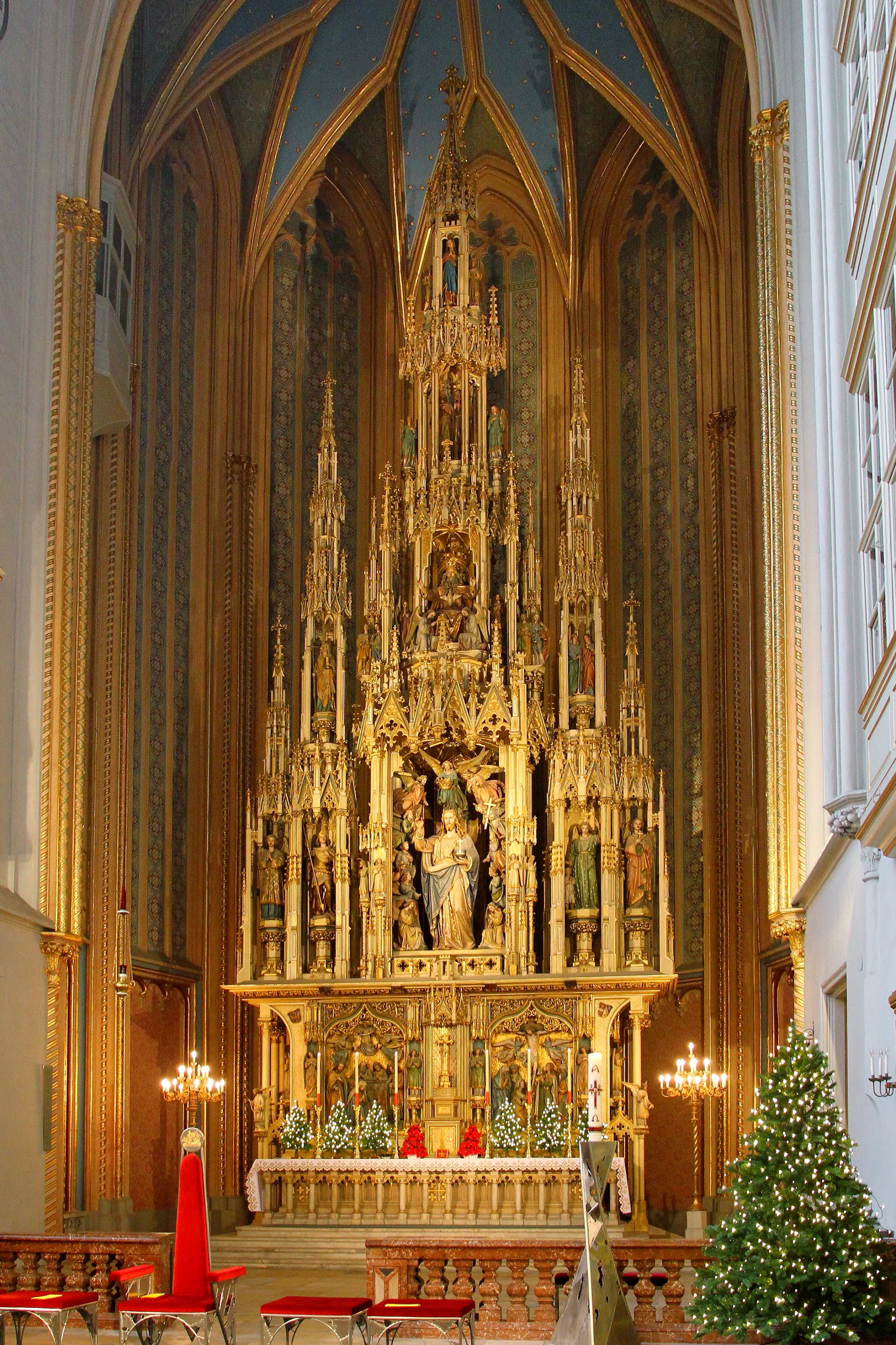
Kamenný polychromovaný hlavní oltář

Kostel zvenku působí poměrně nenápadně, protože je zasazen do okolní zástavby, ale má působivý interiér.
Venkovní rozměry:
- délka: 85 m
- šířka: 20 m

### Interiér
Přes hlavní vchod na Josefském náměstí se vejde k trojlodí, které je 43 metrů dlouhé a 20 metrů vysoké. K lodi je přímo napojen chór, který je 40 metrů dlouhý, 10 metrů široký a 24 metrů vysoký.

### Vnitřní vybavení
- Hlavní oltář
- Empírový kenotaf (prázdná hrobka) arcivévodkyně Marie Kristiny (1742–1798), nejoblíbenější dcery Marie Terezie (německy označovaný jako Christinendenkmal) od italského sochaře Antonia Canovy z let 1797–1805. Vídeň byla Marii Kristině vděčná za první vodovod s pitnou vodou. Náhrobek nechal zbudovat její manžel Albert Sasko-Těšínský (1738–1822), zakladatel Albertiny. Jedná se o pyramidální štít z carrarského mramoru s 9 smutečními figurami. Do otevřených dveří vchází z levé strany Ctnost s urnou, 2 dívky s pochodněmi, Dobročinnost se slepým starcem. Zarmoucený Génius, který se opírá o lva, ukazuje znak Saska. Jiný Génius drží nahoře uprostřed medailon s její tváří a latinským nápisem Maria Christina Avstriaca. Níže je nápis vxori optimae Albertvs.
- Nový boční oltář zasvěcený blahoslavenému Karlu I. (1887–1922), poslednímu rakouskému císaři (1916–1918), kterého beatifikoval papež Jan Pavel II., byl přidán v roce 2004.
- Dvoulodní kapli sv. Jiří (Georgskapelle) nechal ve 14. století zbudovat vévoda Ota Habsburský, zvaný Veselý (1301–1339). Vysvěcena byla až po jeho smrti v roce 1351. Sloužila jako shromaždiště rytířů sv. Jiří, později byla ale přeměněna v pohřební kapli. Nachází se v ní hrobka hraběte Leopolda Dauna (1705–1766), vítěze bitvy u Kolína (1757) nebo osobního lékaře Marie Terezie Gerarda van Swietena (1700–1772). Zajímavý je prázdný velkolepý mramorový sarkofág (kenotaf) císaře Leopolda II. vytvořený v roce 1799 tyrolským sochařem Antonem Zaunerem, který také vytvořil před kostelem stojící jezdecký pomník císaře Josefa II. (1806). O prvním adventním víkendu se koná v kapli svatého Jiří tradiční adventní trh.
- Loretánská kaple (Loreto-Kapelle) byla kdysi bohatě vyzdobena stříbrem, které však bylo za napoleonských válek roztaveno. Železná mříž pochází z 18. století.
- Sakristie

### Hrobka srdcí
Vpravo od hlavního oltáře se nachází Loretánská kaple, za jejímiž železnými dveřmi byl zbudován půlkruhový prostor známý jako Hrobka srdcí (Herzgruft). V něm jsou v kovových (většinou stříbrných) urnách uložena srdce 54 Habsburků.
Tradici ukládání srdcí mimo rakev započal korunovaný římský, uherský a český král Ferdinand IV. Habsburský (1633-1654), na jeho přání bylo po jeho smrti v roce 1654 srdce uloženo ve zdejším kostele. Byla sem ovšem přenesena i některá srdce Habsburků z předchozích generací. Nejstarší patří císaři Matyáši Habsburskému (1557–1618) a jeho o 28 let mladší manželce Anně Tyrolské (1585-1619), zakladatelce Kapucínské hrobky. Poslední srdce patřící arcivévodovi Františku Karlovi zde bylo uloženo 8. března 1878. Celkem 39 osob má ostatky pochované ve 3 různých kostelech, srdce byla uložena zde u augustiniánů, těla v Císařské hrobce u kapucínů a jejich vnitřnosti ve Vévodské hrobce, tedy v kryptě katedrály sv. Štěpána.

### Krypta
Pod lodí kostela je krypta, která sloužila jako pohřebiště augustiniánů a dvorské šlechty (např. hrobka Schwarzenbergů pod kaplí sv. Mikuláše Tolentinského), pro veřejnost však v současnosti není zpřístupněna. Protože byla Císařská (Kapucínská) krypta na počátku 19. století příliš malá a hrozilo, že klášterní komunita kapucínů vymře, uvažovalo se o přemístění pohřebiště Habsburků sem, ale nakonec k tomu nedošlo.

## Augustiniánský klášter
Klášter sv. Augustina založený v roce 1327 původně patřil k bavorské provincii augustiniánů poustevníků (Bavorsko, Čechy, Morava, Rakousko, Slezsko a Polsko), která vznikla v roce 1299. Byla tehdy velmi vlivná, během středověku z ní pocházelo na 50 světících biskupů. Za reformace byly četné pobočky opuštěné, Vídeň však zůstala i nadála obsazená. Během protireformace došlo k obnovení činnosti řádu. V té době vznikla i přísnější větev bosých augustiniánů, ke kterým patřil i lidový kazatel Abrahám od svaté Kláry (1644-1709). Jako důsledek obnovení asi 20 klášterů vznikly v habsburské říši od 17. století tři provincie. V roce 1630 povolal císař Ferdinand II. bosé augustiniány i do tohoto kláštera.
Augustiniánský klášter na Zemské silnici (Landstraße) (Vídeň 3. okres, založen v roce 1695, 1812 zrušen, 1912 stržen) byl jako generální konvent přímo podřízen řádovému generálu v Římě a provincialát vídeňské provincie, stejně jako studijní dům profesorů, kteří po 150 let obsazovali katedru morální teologie na Univerzitě ve Vídni. Klášter u Hofburgu byl dvorním klášterem, od roku 1634 sloužil jako císařská dvorní fara, staral se o duchovní péči členů císařského dvora a prováděl důležité náboženské obřady císařského dvora. Kaple svatého Jiří včleněná do kláštera byla zasedací místností řádu svatého Jiří (krátkodobě obnoven). Krypta byla vedle habsburské Císařské (Kapucínské) hrobky nejdůležitějším pohřebištěm dvorské šlechty.
V době vrcholného rozkvětu (1750-1780) zde žilo až 90 augustiniánů.
Za josefínských reforem byly téměř všechny kláštery augustiniánů zrušeny, ten u Hofburgu až v roce 1836. Dvorní faru dále do roku 1918 vedli diecézní kněží z Frintanea, kteří se zde usadili. Jen několik klášterů v Čechách a na Moravě přetrvalo, nakonec ale také byly zrušeny v době komunismu. Odtamtud po 2. světové válce odsunutí sudetští augustiniáni založili nové řádové společenství, Vídeňský vikariát německé augustiniánské provincie, dnes jako rakousko-jihoněmecký obvod pod přímou jurisdikcí generálního představeného. V roce 1951 se opětovně usadili v klášteře u Hofburgu.
Augustiniánský vídeňský vikariát Panny Marie Těšitelky nyní zahrnuje kostel sv. Augustina ve Vídni a v roce 1962 zřízený klášter Panny Marie Těšitelky ve Zwieselu v Bavorském lese. K vikariátu patří (stav 2013) 10 spolubratrů, z nichž 4 žijí ve Vídni. Představeným je v současné době P. Dominic Sadrawetz OSA. Mají na starosti farnosti sv. Augustina a Aspersdorf. V přízemí klášterního traktu je fara a konvent, v 1. patře je klauzura.

## Farnost sv. Augustina
K farnosti patří také maltézský kostel, sv. Uršula, sv. Anna, kapucínský kostel a hradní kaple Hofburgu a kaple sv. Alžběty v Center St. Elisabeth.